# ليل وقضبان (فلم)
ليل وقضبان فيلم مصري من إنتاج عام 1973.

## قصة الفيلم
يعامل «فتحي» مدير أحد السجون المساجين معاملة قاسية، وأيضًا يعامل زوجته «سميرة» معاملة النزيل في سجنه، ينقطع التيار الكهربائي عن منزل «فتحي» فيرسل لإصلاحه السجين «أحمد» طالب الهندسة الذي زج به في السجن ظلمًا. تعجب به «سميرة» حتى أنها تتعمد قطع التيار حتى تستطيع رؤيته أثناء غياب زوجها وينمو الحب بينهما. يكشف «فتحي» خيانة زوجته له فيدبر مع رئيس الحرس «الشلقاني» لقتل «أحمد»، تستدعي «سميرة» السجين «أحمد» بحجة انقطاع التيار، يصحبه «الشلقاني» ويعود بمفرده مدعيًا أمام الجميع بأن السجين هرب، يأمر «فتحي» بإطلاق الكلاب خلف السجين وتمزقه حتى الموت.

## بطولة
- سميرة أحمد
- محمود مرسي
- محمود ياسين
- توفيق الدقن
- مجدي وهبة
- محمد السبع
- علي الشريف
- أحمد أباظة
- عبد السلام محمد
- عبد الخالق صالح
- حلمي هلالي
- إبراهيم نصر
- آمال شريف
- علية فوزي
- أحمد عبد الحليم

## فريق العمل
- إخراج: أشرف فهمي
- قصة: نجيب الكيلاني
- سيناريو وحوار: مصطفى محرم
- إنتاج: عبد السلام موسى
- توزيع: المؤسسة المصرية العامة للسينما
- مونتاج: أحمد متولي
- موسيقى تصويرية: فؤاد الظاهري
- مدير التصوير: مصطفى إمام

## وصلات خارجية
- مقالات تستعمل روابط فنية بلا صلة مع ويكي بيانات
- صفحة الفيلم في قاعدة بيانات الأفلام العربية